# Lorenzo Cozza

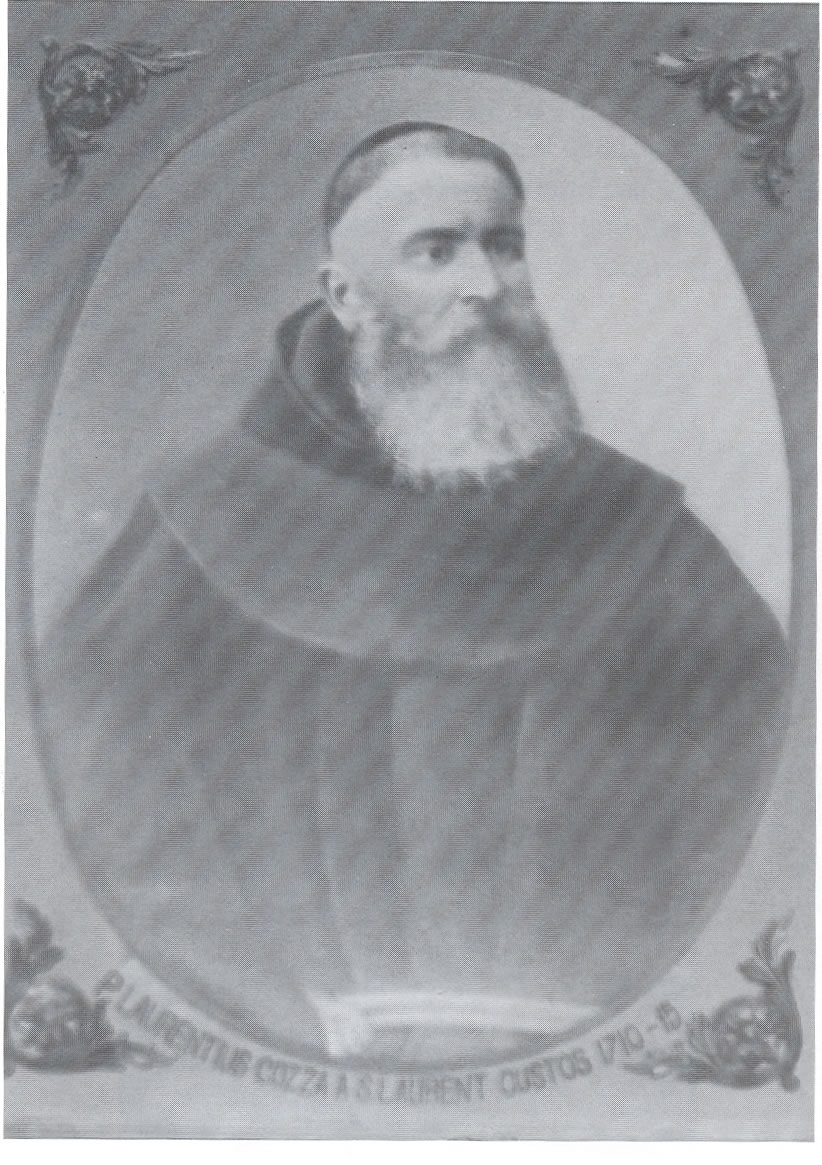
Pater Lorenzo Cozza OFM als Kustos des Hl. Landes (1710)

Lorenzo Cozza OFM (* 31. März 1654 in San Lorenzo alle Grotte als Simone Cozza; † 19. Januar 1729 in Rom, Kirchenstaat) war ein italienischer Ordenspriester, Generalminister das Franziskanerordens, Kardinal und Theologe.

## Leben
Simone Cozza wurde 1654 in San Lorenzo al Grotte geboren. Sein Vater Lorenzo gehörte einer Familie parmaischer Herkunft an und seine Mutter, Ludovica Valeri, stammte aus einer Patrizierfamilie aus Bolsena. Die Familie wurde zum Zeitpunkt von Cozzas Erhebung zum Kardinal dem Patriziat von Montefiascone zugeschrieben und erhielt 1729 den Grafentitel.
Er absolvierte ein Studium in Bolsena. 1668 trat er dem Orden der Franziskaner im Kloster der Heiligen Dreifaltigkeit in Orvieto bei. 1669 wurde er eingekleidet und erhielt dabei den Ordensnamen Franz Lorenzo vom Hl. Laurentius an (auf Italienisch Francesco Lorenzo di San Lorenzo). Am 8. April 1670 legte er die Gelübde ab. Er studierte Philosophie und Theologie in den Franziskanerklöstern in Neapel, Viterbo und Rom.
In seinem Orden war er Lektor für Theologie im römischen Kloster Santa Maria in Aracoeli, Lektor für Philosophie im Kloster San Diego (Neapel, 1676) und Lektor für Theologie im Kloster Viterbo, wo er später auch Guardian war. 1677 wurde zum Priester geweiht. Danach kehrte er als Lektor für Theologie und später, im Jahr 1696, als Guardian ins Kloster Aracoeli zurück. Fünf Jahre lang war Cozza Meister von Francesco Antonio Placidi, dem Minderbruder und späteren Heiligen Thomas von Cori. Kardinal Urbano Sacchetti wählte Cozza zu seinem Beichtvater und theologischen Berater, und so begann eine lebenslange Freundschaft.
Pater Cozza wurde später zum Definitor der römischen Provinz seines Ordens ernannt und vom Generalminister (Generaloberer) mit der Visitation der Klöster in Bosnien, Dalmatien und der Lombardei betraut. 1691 wurde er Magister der Theologie. Unter dem Pontifikat von Papst Clemens XI. war er Konsultor der Heiligen Indexkongregation und Qualifikator der Obersten Heiligen Kongregation der römischen und universellen Inquisition. 1704 wurde er Oberer der römischen Provinz seines Ordens.
Anfang Oktober reiste er in Livorno ab und kam am 14. Februar 1710 in Jerusalem im Heiligen Land (1709–1715), wohin er als 111. Kustos des Heiligen Landes gesandt worden war. Dort fand Cozza Zeit, mehrere bedeutende Werke zu verfassen. Als päpstlicher Legat versöhnte er die Maroniten unter dem Patriarchen Jacobus Petrus von Antiochia, die lange Zeit mit dem Heiligen Stuhl uneins gewesen waren. Er war maßgeblich an der Versöhnung des Patriarchen Michele Capisoli von Alexandria mit Rom im Jahr 1713 beteiligt. Im Jahr 1715 wurde er durch ein Apostolisches Breve von Papst Clemens XI. zum Vize-Generalkommissar seines Ordens ernannt.
Im Jahr 1715 kehrte Pater Lorenzo Cozza nach Rom zurück. 1723 wurde er zum Generalminister seines Ordens gewählt. Er stand Papst Innozenz XIII. bei dessen Tod im Jahr 1724 bei. Beim Konsistorium vom 9. Dezember 1726 kreierte Benedikt XIII. Cozza zum Kardinal und ernannte ihn zum Kardinalpriester, worauf er am 16. Dezember 1726 die Titelkirche San Lorenzo in Panisperna zugewiesen bekam. Am 9. Dezember 1726 erhielt er die Erlaubnis, weiterhin Generalminister seines Ordens zu bleiben, gab aber sein Amt am 20. Januar 1727 an Matteo Basile weiter. Am 20. Januar 1727 wechselte er zu Titelkirche Santa Maria in Aracoeli.
Seinen Lebensabend verbrachte Kardinal Cozza in Ruhe und Studien in dem kleinen Kloster San Bartolomeo all’Isola auf der Tiberinsel, wo er am 19. Januar 1729 um 1.30 Uhr starb. Er wurde in der Klosterkirche aufgebahrt, wo am folgenden Tag die Cappella Papalis stattfand, und in derselben Kirche beerdigt.

## Schriften
- Commentarii Historico-dogmatici (Rom, 1707)
- Die polemische Geschichte des Schismas der Griechen (Rom, 1719–1720)
- Terra Sancta vindicata a calumniis („das Heilige Land gegen Verleumdung verteidigt“), unveröffentlicht